# Jewstigniej Fomin
Jewstigniej Ipatowicz Fomin, ros. Евстигней Ипатович Фомин (ur. 5 sierpnia?/16 sierpnia 1761 w Petersburgu, zm. 15 kwietnia?/27 kwietnia 1800 tamże) – rosyjski kompozytor.

## Życiorys
Pochodził z rodziny chłopów pańszczyźnianych, jego ojciec służył w wojsku jako artylerzysta. Od 1767 roku był uczniem Cesarskiej Akademii Sztuk Pięknych w Petersburgu, gdzie uczył się gry na klawesynie u Matteo Bumiego oraz kompozycji u Hermanna Raupacha i Blasiusa Sartoriego, szkołę ukończył w 1782 roku z wyróżnieniem. Po ukończeniu akademii został posłany do Bolonii, gdzie kształcił się u Giovanniego Battisty Martiniego, a po jego śmierci u Stanislao Matteiego. Został wybrany na członka bolońskiej Accademia Filarmonica. Po powrocie do Petersburga w 1785 roku działał jako nauczyciel śpiewu i korepetytor w szkole operowej.
Należał do najwybitniejszych rosyjskich twórców operowych końca XVIII wieku. Napisał około 30 oper, m.in. Nowgorodskij bogatyr´ Bojesławicz (wyst. Petersburg 1786), Jamszcziki (wyst. Petersburg 1787), Orfiej i Ewridika (wyst. Petersburg 1792) i Amierikancy (wyst. Petersburg 1800), przypisywano mu też błędnie autorstwo dzieł innych autorów. Styl Fomina bliski był włoskiej operze buffa. Treść jego oper oparta była na tematach rodzimych; kompozytor na szeroką skalę wykorzystywał elementy rosyjskich melodii ludowych.